# نوام جاكوبسون
نوام جاكوبسون (بالعبرية: נעם יעקובסון‏) هو مغني إسرائيلي، ولد في 1975.

## وصلات خارجية
- نوام جاكوبسون على موقع IMDb (الإنجليزية)
- نوام جاكوبسون على موقع كينوبويسك (الروسية)